# Gaius Claudius Attalus Paterculianus
Gaius Claudius Attalus Paterculianus war ein im 2. und 3. Jahrhundert n. Chr. lebender Angehöriger des römischen Senatorenstandes.
Durch eine Inschrift, die in Tralles gefunden wurde, ist belegt, dass Paterculianus Suffektkonsul und Statthalter in der Provinz Bithynia et Pontus war. Paterculianus dürfte ein naher Verwandter, entweder Sohn oder Bruder von Tiberius Claudius Attalus Paterculianus gewesen sein.

## Datierung
Bernard Rémy datiert die Statthalterschaft in einen Zeitraum zwischen 193 und 214. Edmund Groag nimmt an, dass er Suffektkonsul im 3. Jhd. war.